# Synothele harveyi
Synothele harveyi är en spindelart som beskrevs av Churchill och Raven 1994. Synothele harveyi ingår i släktet Synothele och familjen Barychelidae.
Artens utbredningsområde är Western Australia. Inga underarter finns listade i Catalogue of Life.